# Acrapex fuscifasciata
Acrapex fuscifasciata là một loài bướm đêm trong họ Noctuidae.